# أبراج تساميريت
أبراج تساميريت وتعرف أيضًا باسم أبراج أكيروف، هي ثلاثة أبراج سكنية يتكون كل منها من 34 طابقًا. وتقع في تل أبيب في إسرائيل.

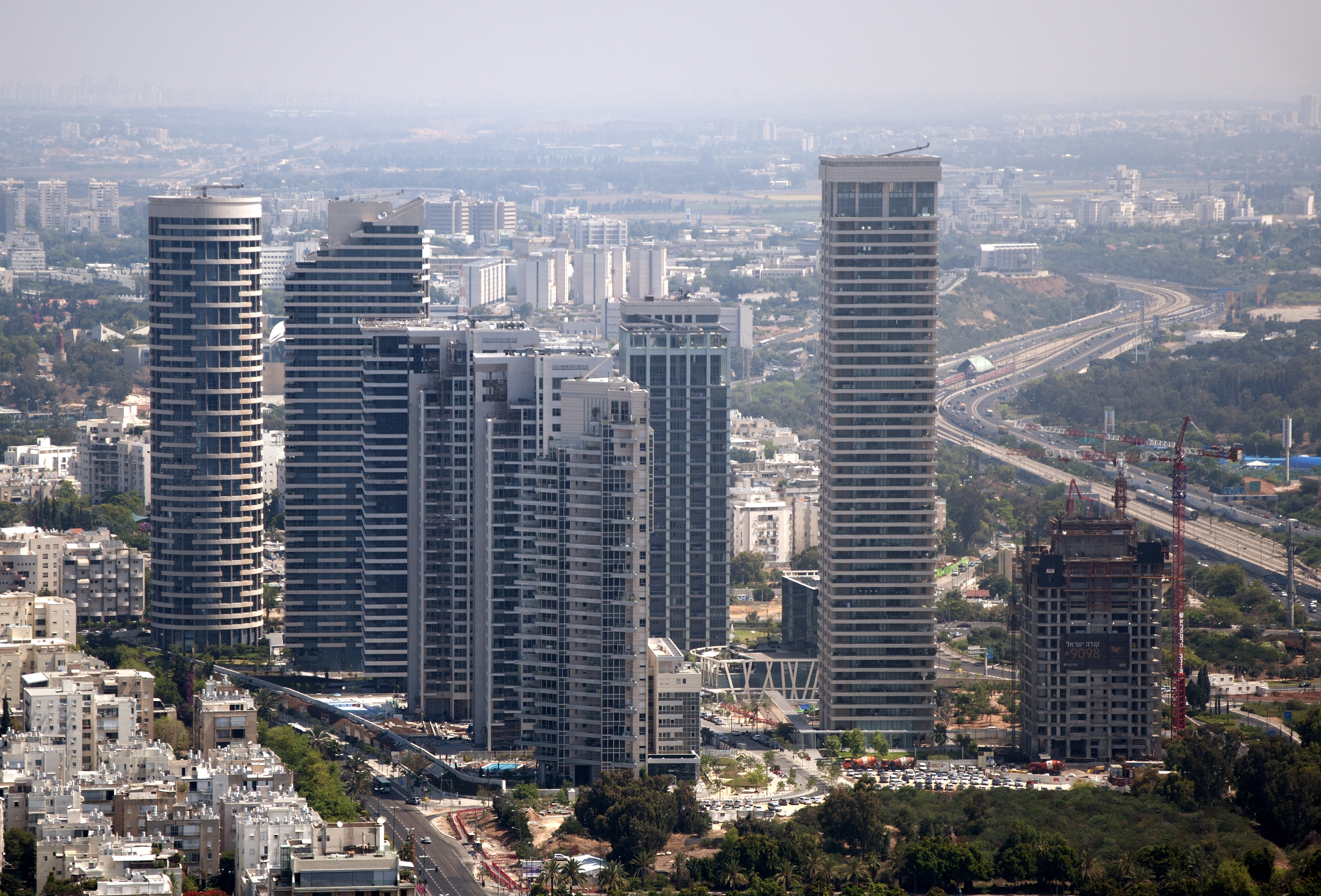
بارك تساميريت، 2014

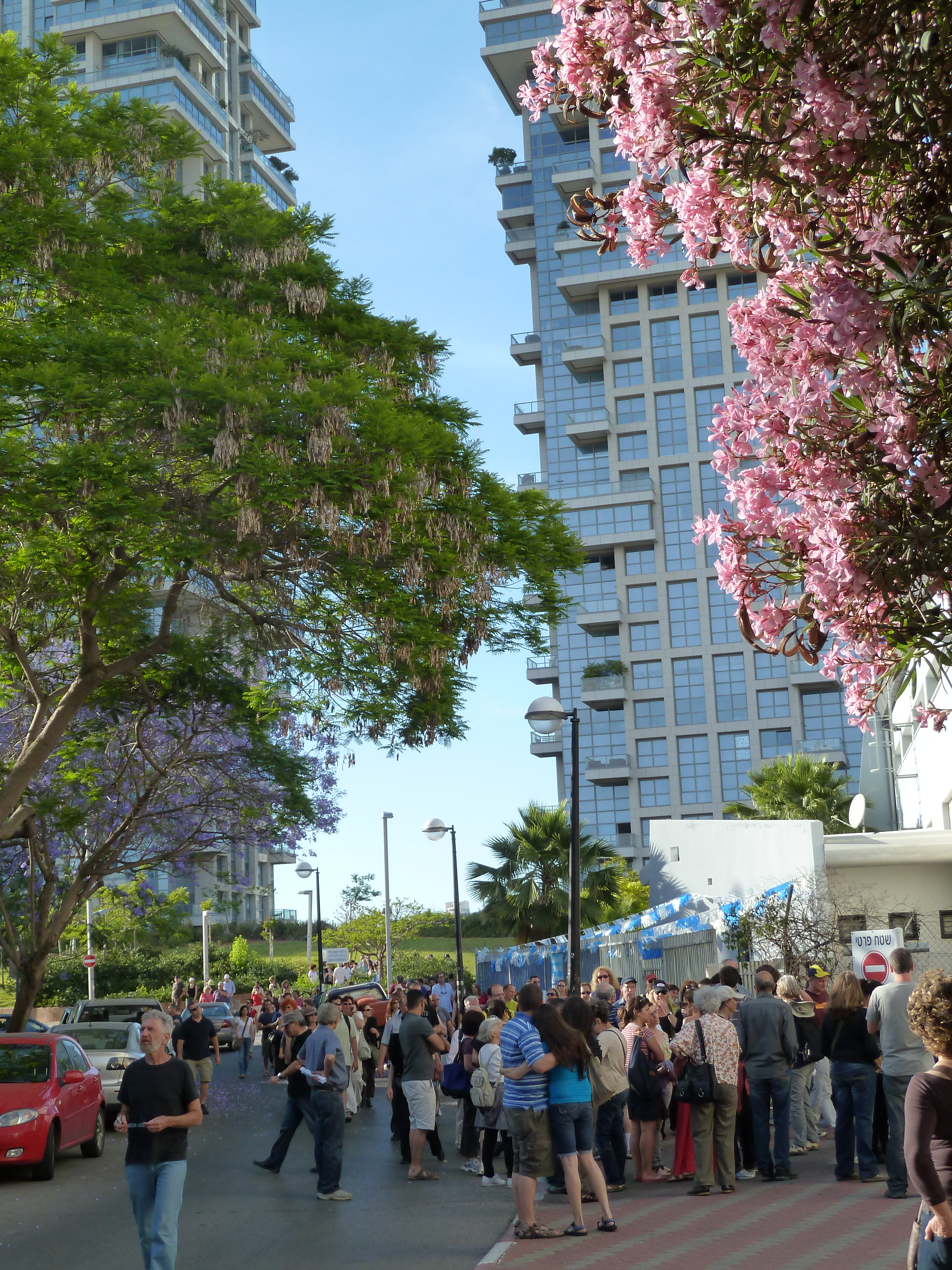
من مستوى الشارع

## التاريخ
تم الانتهاء من أول برجين في عام 2003، والثالث في عام 2006. تم تصميم الأبراج من قبل شركة مور ياسكي سيفان المعمارية. تم التخطيط للبرج الثالث في الأصل كبرج بطول 140 مترًا يحتوي على 140 شقة، ولكن تم تقليص حجمه وتم الانتهاء منه على ارتفاع مماثل تقريبًا لارتفاع الأبراج الأخرى. احتوى التصميم النهائي على 120 شقة. تصدّر هذا البرج في أغسطس 2004.
وتحتوي الطوابق الثلاثة العلوية من البرج الثاني على واحدة من أغلى الشقق في إسرائيل، تم شراؤها مقابل 10 ملايين دولار، وهي عملية شراء قياسية في ذلك الوقت. اجمالي المجمع يحتوي على 360 شقة.
أصبح العيش في أبراج تسميرت رمزًا للمكانة الاجتماعية، على الرغم من أن عملية التسويق كانت تتم بدون حملة مبيعات أو ترويج عام. وضع المبنى معيارًا جديدًا للمباني السكنية، مع وسائل الراحة مثل مراكز اللياقة البدنية وحمامات السباحة التي تم إدخالها فيما بعد في جميع المجمعات الفاخرة الجديدة.
وصف المشروع بأنه نقطة تحول في ثقافة الإسكان في تل أبيب.

## سكان بارزون
- إيهود باراك، رئيس وزراء إسرائيل الأسبق